# Melaleuca preissiana
Melaleuca preissiana, comúnmente conocida como corteza de papel robusta ("stout paperbark"), "modong" o "moonah", es un árbol que crece en áreas costeras del sureste de Australia. 

## Descripción
Crece a una altura de 15 metros, creciendo principalmente en áreas que son estacionalmente húmedas. Tiene la corteza parecida a la consistencia del papel, y hojas puntiagudas de 1 a 1½ centímetros de largo y 1 a 2 milímetros de ancho.

## Taxonomía
Fue por primera vez publicado por Johannes Conrad Schauer en Plantae Preissianae 1(1) en 1844 de Johann Georg Christian Lehmann, de un espécimen colectado por Ludwig Preiss y enviado a Inglaterra en una de las colecciones de James Drummond. El nombre común "moonah" es probablemente atribuido a un error. Flora of the Perth Region usa el nombre, pero otras fuentes usan "moonah" en referencia a Melaleuca lanceolata (Moonah o Árbol del té de la isla de Rottnest).

## Hábitat
Es uno de los tres árboles típicos que crecen en la turba de Swan Coastal Plain, comunidades ecológicas alrededor de las descargas acuosas de Gnangarra Mound.
Florece en verano.

## Sinonimia
- Cajuputi pubescens (Schauer) Skeels, Bull. Bur. Pl. Industr. U.S.D.A. 242: 41 (1912).[1]